# HD 179079
Désignations
HD 179079 est une étoile de la constellation de l'Aigle connue pour avoir une exoplanète en orbite. L'étoile a une magnitude apparente d'environ 7,96, ce qui la rend trop faible pour être visible à l'œil nu. Elle est distante d'environ ∼ 228 a.l. (∼ 69,9 pc) (déterminée à l'aide de mesures de sa parallaxe). Elle s'éloigne avec une vitesse radiale de +20 km/s.

## Propriétés physiques
C'est une étoile sous-géante jaune avec un type spectral de G5IV. Elle a près de 7,88 milliards d'années et est chromosphériquement inactive avec une période de rotation projetée de 1 km/s. La trajectoire évolutive de cette étoile implique une masse légèrement supérieure à celle du Soleil. Son rayon est plus grand que celui du Soleil et sa métallicité est plus élevée ; l'abondance d'éléments dans l'atmosphère de l'étoile avec des numéros atomiques plus élevés que l'hydrogène et l'hélium. Elle rayonne environ 2,3 fois la luminosité du Soleil depuis sa photosphère avec une température effective de 5 672 K.

## Système planétaire
La découverte d'une exoplanète en orbite autour de l'étoile, HD 179079 b, a été annoncée en août 2009. La planète a été détectée par la méthode des vitesses radiales, à l'aide du spectromètre HIRES de l'observatoire W. M. Keck.
| Planète     | Masse      | Demi-grand axe (ua) | Période orbitale (jours) | Excentricité | Inclinaison | Rayon |
| ----------- | ---------- | ------------------- | ------------------------ | ------------ | ----------- | ----- |
| HD 179079 b | ≥ 0,076 MJ | 0,121 4             | 14,480 8                 | 0,049        |             |       |